# Тяньвэнь-3
Тяньвэнь-3 (кит. 天问三号) — планируемый космический аппарат Китая по отправке двух космических кораблей (орбитального корабля/возвращающегося на Землю и спускаемого аппарата/взлётного корабля) посредством двух отдельных запусков на Марс. Вместе два космических корабля будут стремиться получить образцы марсианских пород и почвы, а затем вернуть сохранённые образцы на Землю.

## Обзор
Летом 2022 года во время форума по технологиям исследования дальнего космоса, проходившего в Нанкинском университете, Сунь Цзэчжоу, главный конструктор миссии «Тяньвэнь-1», подробно рассказал о планах миссии по возврату образцов на Марс, основанной на архитектуре с двумя запусками. Миссия, которая, судя по всему, пользуется поддержкой высокопоставленных правительственных чиновников и представителей космической отрасли, известна как «Тяньвэнь-3» и представляет собой часть серии космических миссий «Тяньвэнь».
Текущая архитектура миссии предусматривает два запуска в течение 2028 года ракеты-носителя Long March 5. Один запуск, который состоится в ноябре 2028 года, отправит орбитальный аппарат/возвратный корабль на траекторию «Транс-Марсианская инъекция»; Ожидается, что этот космический корабль выйдет на марсианскую орбиту в августе или сентябре 2029 года. Второй запуск в мае или декабре 2028 года приведёт к отправке спускаемого аппарата/взлётного аппарата на Марс с потенциальными датами приземления в августе 2030 года или июле 2029 года соответственно (потенциальная дата запуска май 2028 года выйдет за рамки обычного окна запуска Земля-Марс с низким энергопотреблением и наименьшим временем, что приведёт к увеличению времени межпланетного транзита по сравнению с датой запуска в ноябре 2028 года).
Как только посадочный модуль прибудет на поверхность Марса, он соберёт образцы поверхности, возможно, с помощью бура на посадочном модуле и автономного мобильного робота с несколькими ногами. В октябре 2030 года, после нескольких месяцев пребывания на поверхности Марса и хранения образцов, собранных посадочным модулем и мобильным роботом, спускаемый аппарат стартует с вершины посадочного модуля и встретится с ожидающим орбитальным аппаратом. Взлётный аппарат перенесёт собранные образцы на орбитальный аппарат/возвращаемый аппарат, а последний затем отправится на Землю также в октябре 2030 года. Ожидается, что образцы прибудут на Землю через спускаемый аппарат в атмосферу в июле 2031 года.